# Pontecosi
Pontecosi è una delle sei frazioni del comune di Pieve Fosciana, da cui dista 1,71 km. Sorge a 321 m s.l.m. sulle rive dell’omonimo lago ed è situata in Garfagnana, nella parte nord della Toscana, in provincia di Lucca. Vi risiedono 400 abitanti.

## Origini del nome
Il nome attuale di Pontecosi deriva probabilmente dalla esistenza di un ponte a tre archi che in quel luogo attraversava il Serchio e che fu travolto dalle acque. Il nome del borgo deriva probabilmente da quello del suo antico ponte Pontecausi, sito accanto alla chiesa conosciuta come oratorio della Madonna del Ponte. Con il passare del tempo il nome si modificò e si trovano, nelle varie epoche, nomi diversi come Pontescossi, Pontecolfi, Pontegnosi, Ponticosi fino all'odierno Pontecosi.

## Storia
Nella storia del borgo il ponte, edificato durante il periodo romano e molte volte rimaneggiato, ha svolto un'importante funzione economica in quanto posto sulla via Romana Clodia Nova, un'importante via di comunicazione per i commerci con il resto della Valle.
Pontecosi è nominato per la prima volta in un documento datato 29 aprile 954, nel quale il vescovo di Lucca Cunerado concesse dei beni al Visconte Fraolmo III dei Corvaresi, antica e potente famiglia longobarda. In periodo medioevale Pontecosi era un castello su cui avevano diritti i Gherardini la cui potenza risiedeva nel possesso del castello delle Verrucole. Sicuramente dalla piccola roccaforte di Pontecosi, incombente sul corso del Serchio, gli stessi controllavano il passaggio di uomini, merci e animali, esigendo tasse di pedaggio. Pontecosi decadde alla fine del XIII secolo quando la Garfagnana venne conquistata dalla città di Lucca. Il feudo dei Gherardini lottò a lungo ma alla fine del XIII secolo cadde sotto il dominio dei lucchesi e nel XV secolo divenne parte della Vicaria estense di Castelnuovo Garfagnana.
Durante la prima metà del Novecento i grandi cambiamenti del paese sono dovuti all'arrivo della ferrovia Lucca-Aulla, alla costruzione del ponte, al forte terremoto del 1920 e alla realizzazione della diga per la centrale idroelettrica.

### I bombardamenti del 28 dicembre 1944
Il periodo sicuramente più duro per Pontecosi fu quello durante la seconda guerra mondiale, quando si stabilì in paese un piccolo presidio tedesco. I primi bombardamenti del 1944 risparmiarono Pontecosi concentrandosi su Castelnuovo Garfagnana. La diga e la centrale idroelettrica rappresentavano comunque un obiettivo sensibile e negli ultimi giorni del 1944 i tedeschi si trasferirono in un edificio sotto il ponte della ferrovia ritenuto più sicuro.
La mattina del 28 dicembre, verso le nove, alcuni aerei americani sorvolarono il paese e iniziarono a sganciare le prime bombe. Venne colpita una casa e quasi tutti i suoi abitanti morirono: Raimondo Guidi, marmista di trentotto anni, i figli Michele, Francesco, Maria Grazia e Pietro (rispettivamente di dieci, nove, tre e un anno di età), la madre Diomira Bertucci, di sessantadue anni, e due zie, Eufemia Guidi e suor Maria Angelina Genoveffa Guidi. Si salvò solamente la moglie di Guidi, Melania Ceccardi, che, ferita, venne estratta dalle macerie e salvata dai soldati tedeschi nel frattempo accorsi. Nel corso dell’incursione morirono anche Nemesio Giusti, trentotto anni, Cleofe Bonini, settantanove anni e Guglielmo Favali, quarantadue anni, madre e figlio.
Un secondo raid aereo ebbe luogo nel primo pomeriggio. Stavolta venne colpito il mulino vicino alla centrale. Morirono tre donne, Amerisa Tovani, Ada Grassi in Tovani e Amina Guidi in Marchi.
Pontecosi pagò un bilancio pesantissimo di vite umane con quattordici vittime civili in un solo giorno; inoltre molte case vennero seriamente danneggiate con il conseguente sfollamento degli abitanti verso luoghi ritenuti più sicuri.

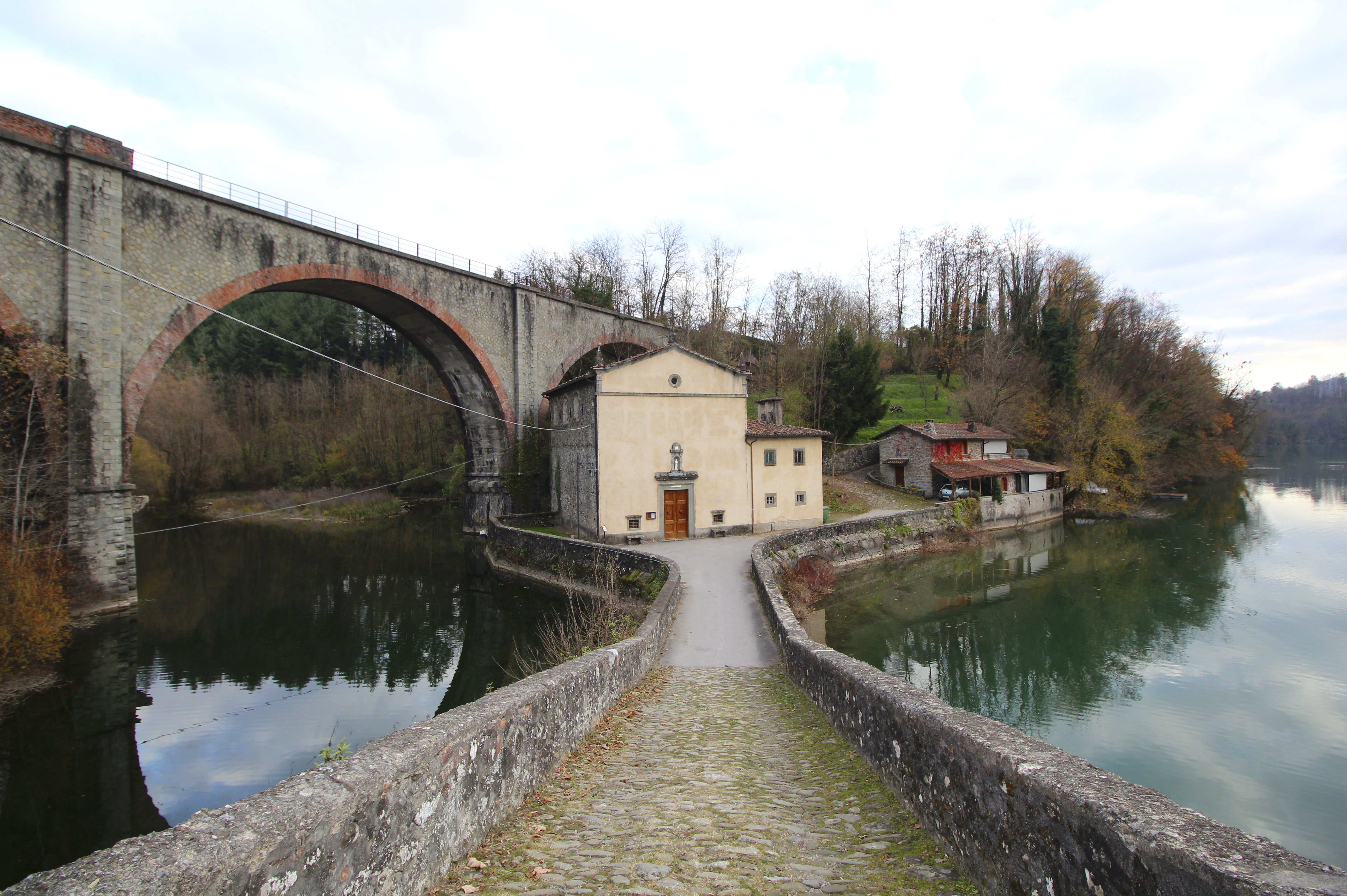
Madonna delle Grazie

## Monumenti e luoghi d'interesse
Pontecosi è caratterizzato da case in stile garfagnino e strette strade lastricate. Nel paese sono presenti tre chiese: la chiesa parrocchiale dedicata a San Magno, la chiesa della Madonna Addolorata e la chiesa della Madonna del Ponte, un santuario intitolato alla Madonna delle Grazie.
La chiesa parrocchiale di San Magno, originariamente appartenente alla pievania di Pieve Fosciana, era intitolata a Santa Felicita, ma intorno al XI secolo venne dedicata a San Magno. Costruita su uno sperone roccioso, è stata dotata di un ascensore costruito per abbattere le barriere architettoniche e facilitare l'accesso alla chiesa. La popolazione del paese e in particolare i volontari del circolo Anspi di Pontecosi hanno bonificato tutta l'area che circonda la chiesa e il campanile e le cantine che sono andate ad ospitare il centro socio-culturale San Magno e l'associazione "Il ritrovo di Roberta".
La chiesa della Madonna delle Grazie o Madonna del Ponte è posta al di fuori del centro del paese. Il nome deriva dal ponte di pietra con un solo arco che ricorda vagamente quello della Maddalena presso Borgo a Mozzano e che si trova adiacente al santuario. Nel 2016 è stato completato il restauro della settecentesca statua lignea di Madonna “vestita”. Questo importante restauro ha interessato sia la statua della Vergine con Bambino che le loro vesti e per una miglior conservazione l'opera è stata posta all'interno di una teca conservata nel piccolo museo allestito all’interno della sacrestia che ospita anche diversi quadri che testimoniano le grazie che la Madonna ha fatto ai suoi devoti.
La chiesa della Madonna Addolorata, chiamata anche Chiesina, è in realtà un piccolo oratorio intitolato Madonna dei sette dolori o Madonna addolorata posto al centro del paese. Sulla facciata della chiesa sono presenti due lapidi marmoree: la prima a destra del portone centrale è in memoria dei caduti della prima guerra mondiale e porta la data 29 giugno 1919, la seconda sulla sinistra è in memoria dei caduti della seconda guerra mondiale. All'interno, conservata in una nicchia protetta da un vetro sopra l'altare, è presente la statua della Madonna Addolorata, vestita e perfettamente conservata.

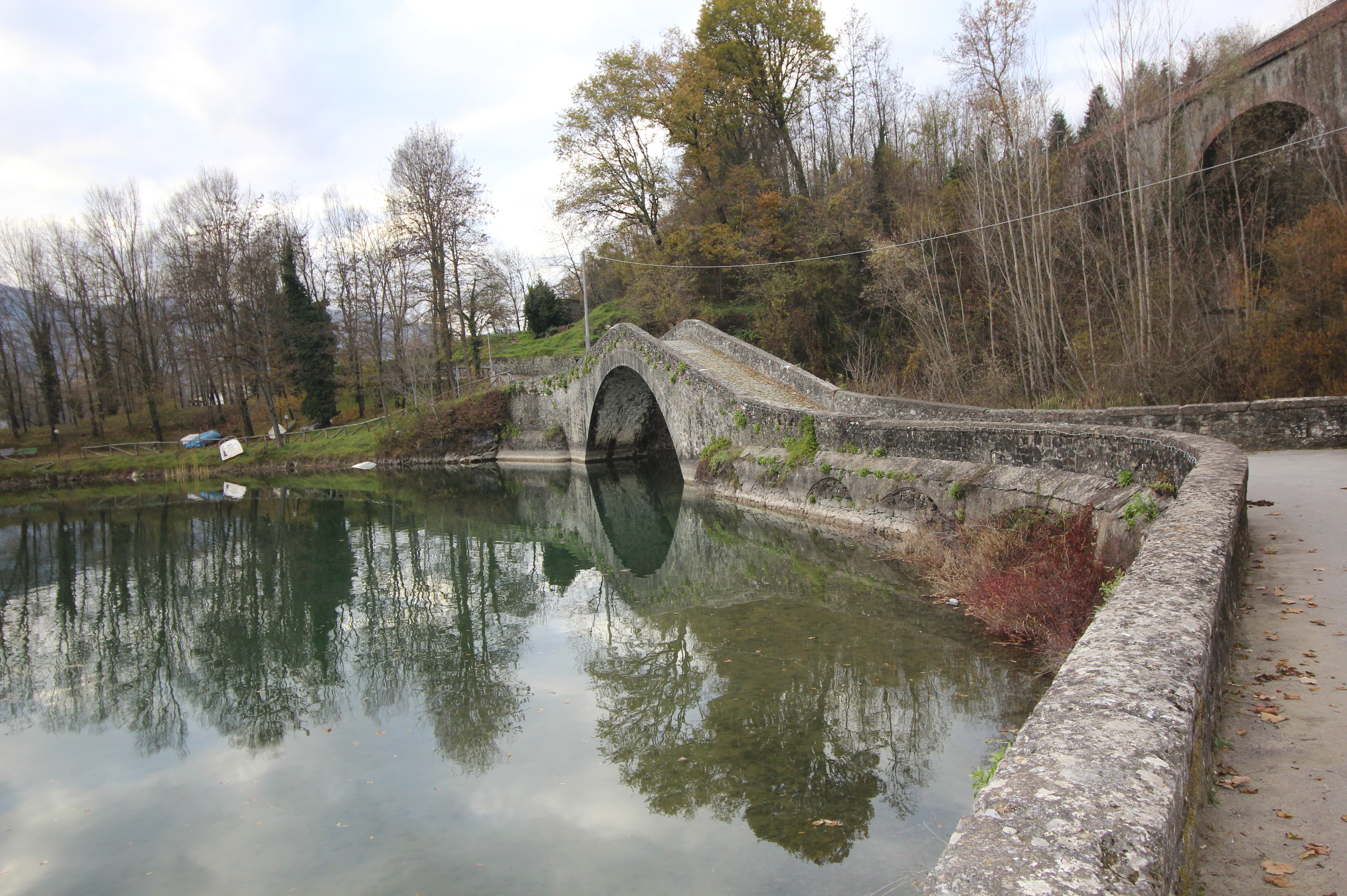
Ponte della Madonna

## Il lago
Il lago di Pontecosi nasce da uno sbarramento artificiale sul fiume Serchio all'altezza della frazione del comune di Pieve Fosciana in provincia di Lucca da cui prende il nome. La diga fu realizzata nel 1925 ed è alta 33 metri con una capienza di circa tre milioni di metri cubi d'acqua. Immissario del lago è anche il Fosso di Corfino che proviene dal lago artificiale di Villa Collemandina.
Si tratta di un lago poco profondo e non balneabile e possiede una fauna varia essendo uno dei luoghi di svernamento più importanti della Garfagnana: sono presenti folaghe e anatre selvatiche di varie specie oltre che aironi cenerini. Le sponde del lago di Pontecosi si trovano su due comuni diversi: da una parte il comune di Castelnuovo di Garfagnana e dall'altra quello di Pieve Fosciana.
Nel corso degli anni 2000 un gruppo di volontari facenti capo all'Associazione LagoSì ha recuperato terreni abbandonati all'incuria e che sono stati trasformati in zone relax con giardini e aiuole curate, parco giochi, bar e campo gara per il gioco delle bocce. La manutenzione è curata interamente dagli abitanti del paese che organizzano merende, pranzi e manifestazioni culturali.
È presente inoltre un pontile dove vengono ormeggiate barche e canoe.

## Oasi sul lago
Sulla riva castelnovese si trova una Oasi del Lago, una passeggiata immersa nel verde in cui è possibile praticare la pesca sportiva in quanto è presente un campo gara che può ospitare fino a 120 pescatori e, quindi, competizioni di livello nazionale. L'Oasi è dotata di impianto elettrico e comprende un'area attrezzata con sei strutture coperte con panche e tavoli; punti fuoco con griglia e barbecue; fontanelle con acqua potabile; staccionate di sicurezza e altre infrastrutture utili ai turisti. La zona, per evitare atti di vandalismo, è stata delimitata ed è consentito solo un accesso pedonale. Il Comune di Castelnuovo Garfagnana si occupa sia della pulizia che della manutenzione.

## Infrastrutture e trasporti
Le due sponde del lago sono collegate per mezzo di un ponte in muratura percorribile sia in auto che a piedi.

### Strade
Pontecosi è raggiungibile con la strada regionale SRT 445 della Garfagnana sulla quale sono svolte autocorse in servizio pubblico a cura di CTT Nord.

### Ferrovie
Fino al 2002 esisteva una stazione di Pontecosi sulla linea ferroviaria Lucca-Aulla costituita da binario unico. Prima della definitiva chiusura della stazione alcune corse vi effettuavano la fermata. Dopo la chiusura, la stazione più vicina è quella della Villetta dove però non fermano i treni diretti. Tutti i treni invece fermano alla stazione di Castelnuovo di Garfagnana.

## Eventi
Sono presenti feste religiose come la festa della Madonna delle Grazie nel mese di maggio e del patrono, San Magno il 19 agosto. Inoltre hanno luogo feste paesane di carattere laico come la Festa sul Lago che si svolge ogni anno nel mese di agosto sul lungolago che richiama ogni anno molti turisti non solo dalla Garfagnana.

## Sport
L'Associazione Sportiva Dilettantistica Pontecosi LagoSì nasce nel 2005 per volontà di un gruppo di amici del paese.Dopo una serie di anni negli amatori e l'iscrizione al campionato di terza categoria, la squadra a.s.d Pontecosi vince i play off di quest'ultima conquistando l'accesso diretto alla seconda categoria: serie in cui milita dall'anno 2015.